# Odontesthes bonariensis
Odontesthes bonariensis är en fiskart som först beskrevs av Valenciennes, 1835.  Odontesthes bonariensis ingår i släktet Odontesthes och familjen Atherinopsidae. Inga underarter finns listade i Catalogue of Life.